# Dubiaranea orba
Dubiaranea orba är en spindelart som beskrevs av Alfred Frank Millidge 1991. Dubiaranea orba ingår i släktet Dubiaranea och familjen täckvävarspindlar.
Artens utbredningsområde är Ecuador. Inga underarter finns listade i Catalogue of Life.